# Digest d'email
Un digest d'email est un email automatiquement généré par une liste de diffusion et qui compile une série d'emails envoyés pendant une période de temps (ex: un jour, une semaine, un mois, etc.) ou lorsqu'un certain nombre d'email a été échangé sur cette liste, en un seul email.
Pour obtenir un digest d'emails, l'abonné d'une liste doit activer l'option dans une liste de diffusion telle que GNU Mailman ou LISTSERV. D'autres systèmes autres que les listes de diffusion offrent cette option. Par exemple YouTube permet aux utilisateurs du service de ne recevoir qu'un seul mail pendant une période temporelle définie.